# Pierre Hola
Raymond Pierre Hola (Sydney, 9 giugno 1978) è un rugbista a 15 tongano con cittadinanza australiana, in carriera attivo nel ruolo di utility back e 39 volte internazionale per le Tonga.

## Biografia
Pierre nasce a Sydney in Australia, da genitori di origini tongane; frequenta la Canterbury Boys' High School nel Nuovo Galles del Sud, dove si forma a livello giovanile nei Canterbury Bulldogs, club di rugby a 13.
Dal 1998 al 2000 gioca per il West Harbour in Shute Shield; nel 2000 si trasferisce in Giappone ai Kōbe Steelers, club di Top League giapponese, con il quale vince il campionato nel 2003-04.
Rimane in Giappone fino al 2009, quando viene ingaggiato in Italia dal Viadana in Super 10, raggiungendo la finale scudetto.
Nel 2010 fa ritorno in Patria al Parramatta per una stagione; dalla stagione successiva milita per quattro anni nell'Eastwood, vincendo due Shute Shield nel 2011 e nel 2014, segnando, in quest'ultima, 94 punti.
Nel 2015 disputa una stagione negli Hunters Hill, prima di ritirarsi dall'attività sportiva all'età di 37 anni.

### Carriera internazionale
Il 18 settembre 1998, a Sydney, debutta a livello internazionale con la Nazionale tongana contro le Samoa, in una partita valida per le qualificazioni alla Coppa del Mondo di rugby 1999.
Nel 2002 disputa il Pacific Tri-Nations, mentre, nel 2003, fa parte del gruppo di giocatori convocati per la Coppa
del Mondo in Australia, disputando tutti e quattro i match della fase a gironi da titolare contro: Italia, Galles, Nuova Zelanda e Canada. Nel 2005 disputa nuovamente il Pacific Tri-Nations e nel 2006 e nel 2007 gioca la Pacific Nations Cup. Nel 2007 viene nuovamente selezionato con le Tonga per la Coppa del Mondo in Francia, disputando, anche in questa occasione, tuttie 4 di match in programma nella fase a gironi contro: Stati Uniti, Samoa, Sudafrica ed Inghilterra.
Nel 2008 viene convocato nei Pacific Islanders, giocando la partita contro l'Inghilterra a Twickenham.
Nel 2008 e nel 2009 disputa ancora due edizioni della Pacific Nations Cup.
È stato il migliore marcatore della propria Nazionale nella Coppa del Mondo 2003, con 17 punti, e del Coppa del Mondo 2007 con 44 punti.

## Palmarès
- Shute Shield: 2
Eastwood: 2011, 2014
- Top League: 1
Kōbe Steelers: 2003-04